# Cris Gilioli
Cris Gilioli (Parma, 28 dicembre 1982) è un ex calciatore italiano, di ruolo centrocampista, tecnico dell’Under-18 del Sassuolo.

## Carriera
Cresciuto nel Modena, passa dopo una stagione in cui non disputa partite con la prima squadra al Brescello, nell'allora Serie C2 e quindi nel 2003 al Sassuolo nella stessa categoria, diventando titolare nelle due squadre. Ritorna quindi nel 2006 al Modena in Serie B per essere ceduto temporaneamente alla Cremonese nel gennaio 2010, con cui gioca una sola gara nell'allora Lega Pro Prima Divisione. A fine stagione ritorna ancora al Modena con cui gioca 28 partite.
Fino alla stagione 2010-2011 ha giocato 96 partite in Serie B con il Modena, realizzandovi 6 reti.
Realizza il suo primo gol in stagione 2011-2012 durante la 42ª ed ultima giornata contro il Verona segnando la rete del 1-1 al 90'. A fine stagione rimane svincolato.
Nel febbraio 2013 passa alla Reggiana, in Lega Pro Prima Divisione. L'allenatore Lamberto Zauli (richiamato in panchina dopo la parentesi di Luigi Apolloni) in risposta ad alcune critiche rivoltegli da Gilioli, ha apostrofato il suo giocatore con il fatto di non essere neppure presente su Wikipedia, salvo poi affermare che si trattava di una battuta travisata dai media.
Gilioli ha rescisso il proprio contratto con la Reggiana nell'aprile 2013 dopo 3 presenze in campionato.
Nel luglio 2013 viene tesserato dal Mantova.